# 出会いは!みんようび
『出会いは!みんようび』は、NHK-FM放送で2024年4月5日から毎週金曜日11時25分から11時50分（埼玉、神奈川、千葉と、毎月1回・最終週の金曜日の栃木各県を除く）に生放送されている民謡番組である。
日本の民謡は都道府県・地方の郷土文化・伝統・芸能・芸術、産業などのゆかりのあるアイデンディティーがたくさん詰まっている。この番組ではその民謡を通して、地域の魅力を等身大のありのままの姿で紹介していくという内容になっている。
番組開始当初は毎週新作を基本として、月の第1週目はリクエストコーナーや特別企画、第2・3週目はゲストコーナー、第4週目は毎月特定の都道府県の民謡を特集、第5週まである時は過去の特別企画や特定の都道府県の民謡特集のアンコールをするというパターンだったが、2024年9月以後はゲストコーナー回が第1・2週、特定の都道府県の民謡、ないしは特別企画は原則第3週に組まれ、月末の第4・5週はほぼ過去回のアンコールとなった（原則的には特別企画・特定都道府県の民謡特集のものだが、特に第5週まである場合はゲストコーナー回のアンコールに充てることもある）。

## パーソナリティ
- 森口博子
- 浅野祥

## 放送内容
1. 祝！初回スペシャル（5月第5週にアンコール放送）
2. ゲストコーナー：博多華丸（前編）
3. 同上（後編）
4. 宮城県の民謡特集（7月第4週にアンコール放送）
5. 大型連休！民謡で旅気分スペシャル
6. ゲストコーナー：丸山礼（前編）（8月第3-4週にアンコール放送）
7. 同上（後編）
8. 島根県の民謡特集（10月第4週にアンコール放送）
9. もう6月!?振り返りスペシャル（4-5月期の総集編）
10. ゲストコーナー：平野レミ（前編）（11月第4-5週にアンコール放送）
11. 同上（後編）
12. 岩手県の民謡特集
13. ゲストコーナー：玉川大福（前編）（2025年1月第3-4週にアンコール放送）
14. 同上（後編）
15. 沖縄県の民謡特集
16. 夏祭りスペシャル（前編）
17. 同上（後編）
18. ゲストコーナー：井上和彦（前編）
19. 同上（後編）
20. 石川県の民謡特集（12月第4週にアンコール放送）
本来は8月第5週の放送予定だったが台風10号のため9月第3週に延期された。このため宮崎県特集は同月第4週、島根県特集のアンコールは10月第4週にスライドされた。
21. 宮崎県の民謡特集
22. 秋田県の民謡特集
23. ゲストコーナー：さかなクン（前編）
24. 同上（後編）
25. ゲストコーナー：清水ミチコ（前編）
26. 同上（後編）
27. 東京都の民謡特集
28. ゲストコーナー：福井敬（前編）
29. 同上（後編）
30. 冬唄の民謡特集
31. 新春スペシャル
通常とは異なり、1月1日水曜日の14:00-15:00の枠での生放送（ゲスト：小野花子、成世昌平、ゆかり、髙橋律圭）
32. ゲストコーナー：朝倉さや（前編）
33. 同上（後編）